# Френк Маккінні
Френк Маккінні (англ. Frank McKinney, 3 листопада 1938 — 11 вересня 1992) — американський плавець.
Олімпійський чемпіон 1960 року, призер 1956 року.
Переможець Панамериканських ігор 1955, 1959 років.